# Shorea stenoptera
Shorea stenoptera (tiếng Anh thường gọi là Light Red Meranti) là một loài thực vật thuộc họ Dipterocarpaceae. Đây là loài đặc hữu của Malaysia và Indonesia. Chúng hiện đang bị đe dọa vì mất môi trường sống.